# Unité urbaine de Carmaux
L'unité urbaine de Carmaux est une unité urbaine française centrée sur la ville de Carmaux, département du Tarn au cœur de l'agglomération urbaine du département.

## Données générales
Dans le zonage réalisé par l'Insee en 2010, l'unité urbaine était composée de cinq communes.
Dans le nouveau zonage réalisé en 2020, elle est composée de sept communes, les communes de Combefa et Monestiés ayant été ajoutées au périmètre.
En 2022, avec 18 502 habitants, elle représente la 5e unité urbaine du département du Tarn et occupe le 28e rang dans la région Occitanie.
En 2021, sa densité de population s'élève à 203 hab/km2. Par sa superficie, elle représente 1,58 % du territoire départemental mais, par sa population, elle regroupe 4,68 % de la population du département de Tarn.

## Composition 2020 de l'unité urbaine
Elle est composée des sept communes suivantes :
| Nom                     | Code Insee | Département | Statut       | Superficie (km2) | Population (dernière pop. légale) | Densité (hab./km2) | Modifier                                    |
| ----------------------- | ---------- | ----------- | ------------ | ---------------- | --------------------------------- | ------------------ | ------------------------------------------- |
| Carmaux (ville-centre)  | 81060      | Tarn        | ville-centre | 14,16            | 9 927 (2022)                      | 701                | modifier les données · modifier les données |
| Blaye-les-Mines         | 81033      | Tarn        | banlieue     | 8,88             | 2 920 (2022)                      | 329                | modifier les données · modifier les données |
| Combefa                 | 81068      | Tarn        | banlieue     | 2,93             | 197 (2022)                        | 67                 | modifier les données · modifier les données |
| Le Garric               | 81101      | Tarn        | banlieue     | 22,88            | 1 292 (2022)                      | 56                 | modifier les données · modifier les données |
| Monestiés               | 81170      | Tarn        | banlieue     | 26,83            | 1 385 (2022)                      | 52                 | modifier les données · modifier les données |
| Rosières                | 81230      | Tarn        | banlieue     | 10,55            | 722 (2022)                        | 68                 | modifier les données · modifier les données |
| Saint-Benoît-de-Carmaux | 81244      | Tarn        | banlieue     | 4,49             | 2 059 (2022)                      | 459                | modifier les données · modifier les données |

## Évolution démographique
| 1968   | 1975   | 1982   | 1990   | 1999   | 2010   | 2015   | 2021   |
| ------ | ------ | ------ | ------ | ------ | ------ | ------ | ------ |
| 26 866 | 24 027 | 22 084 | 20 032 | 18 686 | 18 803 | 18 243 | 18 434 |

#### Données générales
- Unité urbaine en France
- Aire d'attraction d'une ville
- Liste des unités urbaines de France

#### Données démographiques en rapport avec l'unité urbaine de Carmaux
- Aire d'attraction d'Albi
- Arrondissement d'Albi

#### Données démographiques en rapport avec le Tarn
- Démographie du Tarn